# Parque nacional Pudacuo
El Parque nacional Pudacuo (en chino: 普達措國家公園; pinyin: Pǔdácuò Guójiāgōngyuán) es una espacio protegido de 1.300 kilómetros cuadrados (500 millas cuadradas), un parque nacional que está ubicado en el condado de Shangri-La, provincia de Yunnan en la República Popular de China. El parque fue anunciado el 25 de junio de 2007, y se destaca como el primer parque nacional en China en satisfacer las normas de la Unión Internacional para la Conservación de la naturaleza. Incorpora la Reserva Natural del Lago Bita y el Espacio natural Duhu en la región de Hongshan. Como tales, son parte del Áreas Protegida de Patrimonio Mundial de los Tres Ríos Paralelos de Yunnan.